# Art Parkinson
Pour les articles homonymes, voir Parkinson.
Art Parkinson, né le 19 octobre 2001 à Moville, est un acteur irlandais.
Il est connu pour incarner Rickon Stark dans la série télévisée Game of Thrones. Il incarne également Kenneth jeune dans le film Freakdog de Paddy Breathnach en 2008. Il apparaît également dans Dracula Untold, dans le rôle de Ingeras, le fils de Vlad et également dans le film San Andreas sorti en 2015, auprès de Dwayne Johnson.

## Carrière
De 2011 à 2016, il joue le rôle de Rickon Stark, le fils benjamin de Ned Stark dans la série télévisée Game of Thrones.
En 2015, il joue le rôle de Ollie dans San Andreas avec Dwayne Johnson. En 2016, il prête sa voix au personnage principal dans Kubo et l'Armure magique, un film d'animation en volume produit par Laika et réalisé par Travis Knight.

## Filmographie

### Cinéma
| Année | Titre                    | Rôle          | Notes |
| ----- | ------------------------ | ------------- | ----- |
| 2008  | Freakdog                 | Kenneth jeune |       |
| 2013  | Dark Touch               | Peter         |       |
| 2014  | Love, Rosie              | Gary Dunn     |       |
| 2014  | The Anomaly              | Alex          |       |
| 2014  | Dracula Untold           | Ingeras       |       |
| 2015  | San Andreas              | Ollie         |       |
| 2016  | Kubo et l'Armure magique | Kubo          | Voix  |
| 2017  | Chasseuse de géants      | Dave          |       |
| 2018  | Zoo                      | Tom Hall      |       |
| 2018  | The Belly of the Whale   | Martin Lanks  |       |

### Télévision
| Année     | Titre           | Rôle          | Notes       |
| --------- | --------------- | ------------- | ----------- |
| 2011-2016 | Game of Thrones | Rickon Stark  | 14 épisodes |
| 2019      | The Bay         | Rob Armstrong |             |